# Le Club des chômeurs

Le Club des chômeurs est une comédie dramatique sociale helvético-luxembourgeoise réalisée par Andy Bausch, sortie en 2003.

## Fiche technique
- Réalisation : Andy Bausch

## Distribution
- Thierry Van Werveke : Jérôme Klein dit "Géronimo"
- Myriam Muller : Angèle dite "Angie"
- André Jung : Theodor Linari dit "Théid" ou "Le Philosophe"
- Marco Lorenzini : Frunnes
- Luc Feit : Fränz Wilwerding dit "Sonny Boy"
- Fernand Fox : Abbes
- Camillo Felgen : Le curé